# Рамонда сербская
Рамо́нда сербская, или феникс (лат. Ramonda serbica; серб. српска рамонда / srpska ramonda, колачић / kolačić, или цвет феникс / cvet feniks) — цветковое растение семейства геснериевых. Открыл её сербский ботаник Йосиф Панчич в 1874 году в окрестностях города Ниш. Сербская рамонда — эндемик Центральных Балкан и, по всей видимости, представляет собой остаток субтропической флоры Европы и Средиземноморья африканского происхождения.

## Описание
Феникс — многолетнее, вечнозелёное, травянистое растение. Листья ромбовидной или эллиптически-ромбовидной формы собраны в приземленную розетку. По краям листья имеют крупные зубцы в неправильном порядке. Цветоножка безлистна, высотой до 15 сантиметров, на ней находится 1 — 3 цветка, на старых растениях — до 6 цветков. Цветки собраны в верхней части цветоножки. Лепестки светло-фиолетового цвета с жёлтой основой. Тычинки фиолетового цвета.
Плод — коробочка со множеством семян.
Набор хромосом — 2n = 96.
Одно из названий растения — феникс — обусловлено, по всей видимости, необычной способностью растения выживать при полном высушивании и возвращаться к нормальному росту и размножению при возвращении в достаточно влажную среду. Эта способность, напоминающая анабиоз животных, крайне редко встречается у цветковых растений.

## Места произрастания
Рамонда сербская предпочитает расти на известняках, особенно на известняковых массивах, поросших лесом. Растет в ущельях и в предгорьях, предпочитая высоту 150—1800 м над уровнем моря. Вырастает лишь на северных сторонах стен, камней и ущелий. Являясь эндемиком Центральных Балкан, феникс встречается на территории следующих стран региона: Албании, Болгарии, Греции, Северной Македонии, Сербии, Черногории. Ареал разбит на отдельные зоны, в которых это растение встречается чаще всего. Есть две крупнейших по площади зоны: одна находится в Восточной Сербии и Северо-Западной Болгарии, другая — в Черногории и частично в Южной Сербии (автономный край Косово и Метохия), Македонии и Албании до границы с Грецией.

## Угроза исчезновения
Большинство мест распространения рамонды сербской недоступна для большого числа людей вследствие их неудобного расположения в горах, поэтому там популяция этого растения держится на стабильном уровне. Тем не менее, в предгорных и прочих легкодоступных для людей районах обитания численность феникса снижается из-за неконтролируемого обрыва цветов. Ещё один фактор, угрожающий популяции феникса — вырубка лесов, в которых они произрастают. На территории Сербии это растение взято под охрану как природная редкость.